# Mario Gozzano
Mario Gozzano (geboren 15. August 1898 in Savigliano; gestorben 30. August 1986 in Rom) war ein italienischer Psychiater.

## Leben
Mario Gozzano war ein Sohn des Militärarztes und Sonntagsmalers Francesco Gozzano und der Ester Alliana. Er wuchs in Rom auf und begann dort ein Studium der Medizin, als er 1917 als Soldat an die Trentinofront einberufen wurde. Nach Kriegsende setzte er das Studium an der Universität Turin fort und wurde 1922 mit einer Dissertation mit einem Thema aus der angewandten Psychologie promoviert. In Turin setzte er seine Ausbildung in der Neurologie bei Camillo Negro (1861–1927) und Amedeo Herlitzka (1872–1949) fort. Im Sommer 1924 studierte er bei Otto Marburg und Wolfgang Josef Pauli in Wien und erlernte bei Ernest Adolf Spiegel die experimentelle Neurophysiologie und bei Mona Adolf die Physikochemie. Danach
wurde er Assistent bei Giovanni Mingazzini (1859–1929) an der Neurologischen Klinik der Universität Rom. 1928 wechselte er auf eine bezahlte Assistentenstelle an die  Universität Neapel zu Onofrio Fragnito (1871–1959). Er erlernte die von Pío del Río Hortega entwickelte Methode zur Darstellung von Gehirnzellen. 1934 hielt er sich am Kaiser-Wilhelm-Institut für Hirnforschung bei Oskar Vogt und Alois Eduard Kornmüller auf und arbeitete bei Jan Friedrich Tönnies an dessen Neurografen.
1935 erhielt Gozzano einen Ruf an die Università di Cagliari, 1939 ging er an die Universitätsklinik Pisa, 1945 an die Universität Bologna und erhielt 1948 ein Stipendium der Rockefeller-Stiftung. 1951 erhielt er als Nachfolger von Ugo Cerletti einen Ruf an die Neurologische Universitätsklinik Rom und leitete dort Umstruktierungen ein. 1968 erhielt er eine Festschrift von 167 Beitragenden.
Gozzano war Vorsitzender der Società italiana di neurologia und auch der Società italiana di psichiatria. Mit Giancarlo Reda gab er ab 1966 die Rivista di psichiatria heraus. Er gründete die Società Italiana di Elettroencefalografia e Neurofisiologia Clinica. Sein lebenslanges Interesse an der Ausübung von Musik dokumentierte er mit einem Vorwort der italienischen Ausgabe der Musikpsychologie von Géza Révész.
Gozzano war verheiratet mit der Deutschen Walburga Bollendorf, sie hatten vier Kinder.

## Schriften (Auswahl)
- Schriftenverzeichnis bei Pongratz, 1977, S. 145f.
- Trattato delle malattie nervose. Mailand: F. Vallardi, 1946 (7. Auflage 1975)
- Compendio di psichiatria clinica e criminologica. Turin, Rosenberg & Sellier, 1947 (11. Auflage 1975)
- mit Onofrio Fragnito: Semeiotica e diagnostica neuropatologica. Neapol: Idelson, 1954

autobiografisch
- Mario Gozzano, in: Ludwig J. Pongratz: Psychiatrie in Selbstdarstellungen. Bern: Huber, 1977 ISBN 3-456-80307-9, S. 115–146